# Ана (првосвештеник)
Ана (хебр. חנן), син Сета (22. п. н. е.. - 66.) - првосвештеник Јудеје од 6. до 15. године. Таст првосвештеника Кајафе. Припадао је партији Садукеја.
Према јеванђеоском запису, након хапшења Исуса Христа у Гетсеманском врту, прво је доведен к Ани, која је у то време уживао велики ауторитет и утицај, а он је везаног Исуса послао је Кајафи (Јован 18: 13-24). Кајафа је био, такође, садукеј, његов зет и послушан инструмент у рукама свог таста. Чак и након што је напустио функцију, Ана је наставио да упорно држи власт у својим рукама и сам је располагао храмом и ризницом. Према неким историчарима, Ана је, преко свог зета, донео одлуку да погуби Исуса као побуњеника, „једног од оних„ пророка “којима је Јудеја у то време била преплављена”- борци против власти Римљана који су предвидели скори долазак Месије и избављење света .
Ана је био члан Синедриона првосвештеника и учествовао је у суђењу апостолима Петру и Јовану (Дела апостолска 4: 6).